# Michael Clarke Duncan
Michael Clarke Duncan (ur. 10 grudnia 1957 w Chicago, zm. 3 września 2012 w Los Angeles) – amerykański aktor. Zasłynął między innymi z roli Johna Coffeya w filmie Zielona mila, na podstawie powieści Stephena Kinga w reżyserii Franka Darabonta.

## Życiorys

### Młodość i wykształcenie
Urodził się w Chicago. Po tym jak ojciec opuścił dom, wychowywał się w niepełnej rodzinie – z siostrą Judy oraz matką Jean Duncan, która pracowała jako sprzątaczka. Zawsze marzył o byciu aktorem, ale w związku z ciężką sytuacją ekonomiczną rodziny, spowodowaną chorobą matki, był zmuszony porzucić studia na Alcorn State University i zająć się pracą. Warunki fizyczne (196 cm wzrostu i ponad 140 kg wagi) pomogły mu w znalezieniu pierwszych pracodawców. Kopał rowy w People’s Gas Company oraz był bramkarzem w kilku klubach nocnych w Chicago.

### Kariera filmowa
Po przeniesieniu się do Los Angeles Duncan pracował jako ochroniarz, jednocześnie próbując (z sukcesem) otrzymać rolę w reklamie. W tym czasie był ochroniarzem wielu celebrytów. Dbał o bezpieczeństwo takich gwiazd jak: Will Smith, Martin Lawrence, Jamie Foxx, LL Cool J oraz Notorious B.I.G. Przez cały ten czas występował w telewizji i filmie. Po zabójstwie Notoriousa B.I.G., zrezygnował z pracy ochroniarza.
Pierwszą ważną rolę zagrał w filmie Armageddon w 1998, który odniósł wielki sukces komercyjny i stał się przełomem w karierze aktora. Na planie tego filmu zaprzyjaźnił się z Bruce’em Willisem, odtwórcą głównej roli, który pomógł mu potem zdobyć rolę w Zielonej mili. Rola Michaela Duncana u boku Toma Hanksa w Zielonej Mili została doceniona nominacją do Nagrody Akademii Filmowej w kategorii najlepszego aktora drugoplanowego oraz nominacją do Złotego Globu w kategorii najlepszego aktora drugoplanowego.
Po charakterystycznym występie jako Coffey, Duncan został obsadzony w serii filmów, dzięki którym ugruntował swoją pozycję jako gwiazda filmów zarówno komediowych, jak i akcji: Jak ugryźć 10 milionów (2000), Agencie, podaj łapę (2001), Planeta Małp (2001), Król Skorpion (2002) oraz Daredevil (2003) w którym zagrał postać Wilson Fisk / The Kingpin.

### Życie osobiste
W dniu śmierci Duncan miał narzeczoną, Omarosę Manigault.

### Śmierć
13 lipca 2012 roku Duncan doznał zawału serca. Został hospitalizowany w Cedars-Sinai Medical Center w Los Angeles. Zmarł tam 3 września 2012 roku w wieku 54 lat.
Odcinek 2. VIII sezonu serialu Kości został zadedykowany pamięci aktora.
Odcinek 2. XI sezonu serialu Family Guy został zadedykowany pamięci aktora.
Aktor mierzył 196 cm wzrostu, co korelowało z jego postawną sylwetką, przez co nazywany był „Big Mike”.

## Filmografia
- Piątek (Friday, 1995) jako Craps Player
- Skwids (1996) jako Kulturysta
- Znowu w akcji (Back in Business, 1997) jako Huge Guard
- The Players Club (1998) jako Bodyguard
- Senator Bulworth (Bulworth, 1998) jako bramkarz
- Caught Up (1998) jako BB
- Armageddon (1998) jako Jayotis „Bear” Kurleenbear
- Odlotowy duet (A Night at the Roxbury, 1998) jako bramkarz w klubie Roxbury
- Zielona mila (The Green Mile, 1999) jako John Coffey
- The Underground Comedy Movie (1999) jako Gay Virgin
- Śniadanie mistrzów (Breakfast of Champions, 1999) jako Eli
- Jak ugryźć 10 milionów (The Whole Nine Yards, 2000) jako Frankie Figs
- Nauczyciel z przedmieścia (They Call Me Sirr, 2001) jako trener Griffin
- Planeta Małp (Planet of the Apes, 2001) jako pułkownik Attar
- Agencie podaj łapę (See Spot Run, 2001) jako agent Murdoch
- Psy i koty (Cats & Dogs, 2001) jako Sam (Głos)
- Król Skorpion (The Scorpion King, 2002) jako Balthazar
- Mój brat niedźwiedź (Brother Bear, 2003) jako Tug (głos)
- Daredevil (2003) jako Wilson Fisk/The Kingpin
- Kim Kolwiek: Było, jest i będzie (Kim Possible: A Sitch in Time, 2003) jako Wade w przyszłości (głos)
- George prosto z drzewa 2 (George of the Jungle 2, 2003) jako Lew (głos)
- Smokiem i mieczem (George and the Dragon, 2004) jako Tarik
- Pradawny ląd 11: Inwazja Minizaurów (The Land Before Time XI: Invasion of the Tinysauruses, 2004) jako Big Daddy (głos)
- Łowca głów (Pursued, 2004) jako Franklin
- Zebra z klasą (Racing Stripes, 2005) jako Clydesdale (głos)
- Sin City: Miasto grzechu (Sin City, 2005) jako Manute
- Family Guy Presents: Stewie Griffin - The Untold Story (2005) jako Bocian (głos)
- Wyspa (The Island, 2005) jako Starkweather
- American Crude (2005) jako Spinks
- School for Scoundrels (2006) jako Lesher
- Ricky Bobby – Demon prędkości (Talladega Nights: The Ballad of Ricky Bobby, 2006) jako Lucius Washington
- Air Buddies (2006) jako Wilk (głos)
- Mój brat niedźwiedź 2 (Brother Bear 2, 2006) jako Tug (głos)
- Delgo (2007) jako Elder Marley (głos)
- One Way (2007) jako generał
- Nie ma to jak hotel (2007) jako trener Tyci
- Kung Fu Panda (2008) jako dowódca Vachir (głos)
- Dwóch i pół – sezon 6. (2008/2009) jako sąsiad Charliego
- Wbrew wszystkiemu (From the Rough 2011) jako Roger
- Kości (Bones) – sezon 6 odc. 19 (125)
- Znalazca (The Finder, 2011) jako Leo Knox
- A Ressurection (2012) jako Addison
- The Finder (2012) jako Leo Knox